# Џон Фанте
Џон Фанте (енгл. John Fante; Денвер, 1909 — Лос Анђелес, 1983), био је амерички писац. Потиче из породице италијанских имиграната.

## Биографија
Рођен је у Денверу, Колорадо, као најстарији од три брата, у породици италијанског порекла. У Булдеру је похађао локалну парохијску школу. Од 1923. године Фанте похађа Реџис колеџ - језуитску средњу школу у Денверу. Након завршене средње школе, Џон Фанте уписује Универзитет државе Колорадо. Исте године га напушта и сели се у Калифорнију, након што је његов отац оставио његову мајку због друге жене. Остатак живота ће провести у Лос Анђелесу.
Да би издржавао мајку и браћу која су се доселила у Калифорнију, Фанте ради у хотелима, фабрикама за прераду рибе и на доковима. Овај део живота Фанте је описао у роману „Пут за Лос Анђелес”. Отац и мајка му се мире и селе се у мало место Роузвил. Џон Фанте живи сам, пише, и шаље своје приче часописима.
1932. године живи са Хелен, његовом десет година старијом девојком. Исте године успео је да прода причу „Дечак за олтаром” Х. Л. Менкену који је био уредник листа „The American Mercury”.
На самом почетку своје писачке каријере Џон Фанте био је растрзан између писања „за своју душу” и много боље плаћеног писања сценарија за свет Холивуда. Тај пут му се отворио бројним познанствима из света Холивуда, као на пример са Џоом Паганом и Керијем МекВилијамсом.
Упоредо је писао своје кратке приче и сценарије за Холивуд. Издавач Алфред Кнопс му нуди 50 долара месечно да напише роман за седам месеци. Та књига је „Питер Долоросо” која никада није објављена јер Алфред није прихватио ни једну од две верзије књиге.
Од 1935. године ради за студио браће Ворнер и пише сценарио базиран на италијанском роману о мафији. Истовремено пише роман „Пут за Лос Анђелес”, део саге о Артуру Бандинију. Тај роман ће бити објављен тек 50 година касније, након Фантеове смрти.
Венчао се за Џојс Смарт 1937. године, која је радила као писац издавач у Сан Франциску, чија породца живи у Роузвилу, као и родитељи Џона Фантеа. Исте године пише књигу „Чекај до пролећа, Бандини”, књигу која је сам почетак саге о Артуру Бандинију. Издавачка кућа „Stackpole” објављује књигу „Ћекај до пролећа, Бандини” (1938). Исте године Фанте довршава, и следеће године објављује књигу „Упитај прах” („Stackpole”, 1939). Ова издавачка кућа имала је план да уради озбиљну и јаку кампању за обе Фантеове књиге, што се није догодило јер је издавачка кућа доживела финансијски крах након што је неовлашћено објавила „Mein Kampf” Адолфа Хитлера. Након тога Фанте је радио као сценариста Холивуда 30 година. Прво дете, Ник, му се родило 1942. године и то ће постати тема његовог будућег романа „Пун живота” (1952).
Фанте се полако одаје пићу и коцки 1943. године, и исте године му се родио други син, Ден. Кћи Викторија му се родила 1949. године. Сваки дан игра голф, што је радио до средине седамдесетих година када је морао да прекине због проблема са ногама. Исти однос је имао према покеру, коцкао се свакодневно у велике улоге у друштву писца Вилијама Саројана. Након рођења његовог четвртог детета, Џејмса, Фанте се смирује и посвећује се породичном животу.
Утврђује се да је болестан од дијабетеса, од којег ће на крају и умрети. Инспирисан понашањем његових синова који се у његовом одсуству опијају и коцкају, Фанте ће написати „Западно од Рима”, 1985. Десет година пред смрт, 1974. почиње са радом на књизи „Братство лозе” (1977), о последњим данима његовог оца.
Ампутиране су му обе ноге и потпуно је ослепео 1978. године.
Последњу књигу, „Снови са Бункер Хила” писац је издиктирао пред смрт својој жени, када је већ био слеп.
Чињеница је да би остао непознат као писац да није било Чарлса Буковског који је био његов обожавалац од ране младости, а који га је препоручио свом издавачу „Black Sparrow Press”.
1983. године умире у Филмској болници у Лос Анђелесу.

## Артуро Бандини
Артуро Бандини, неодољиви Фантеов јунак, умногоме подсећа на Селинџеровог Холдена Колфилда, а „Упитај прах“ је стало раме уз раме са Ловцем у житу. Артуро Бандини је алтер его самог писца. Многи његови доживљаји, идеје, илузије, разочарања, љубави, размишљања... приказана су кроз лик свог јунака Артура.

## Филмске адаптације
Фанте постаје познат и веома популаран у свету тек последњих година. Роман „Упитај прах“ је пренет на истоимени филм из 2006. са Колином Фарелом и Салмом Хајек у главним улогама, док је роман „Чекај до пролећа, Бандини“ већ имао своју адаптацију и то 1989. године. Снимљен је филм „Пун живота” 1957. године.

## Дела

### Романи
- The Road to Los Angeles (1936, објављена постхумно 1985)
- Wait Until Spring, Bandini (1938)
- Ask the Dust (1939)
- Full of Life (1952)
- Bravo, Burro! (1970, коаутор)
- The Brotherhood of the Grape (1977)
- Dreams from Bunker Hill (1982)
- 1933 Was a Bad Year (објављена постхумно, 1985; недовршено дело)

### Новела
- West of Rome (posthumously, 1986)

### Збирке кратких прича
- Dago Red (1940)
- The Wine of Youth: Selected Stories (1985)
- The Big Hunger: Stories, 1932–1959 (2000)
- The John Fante Reader (2003)

### Књиге коренсподенције
- Fante/Mencken: John Fante & H. L. Mencken: A Personal Correspondence, 1932–1950 (1989)
- Prologue to Ask the Dust (1990)
- John Fante: Selected Letters, 1932–1981 (1991)